# Napar
Napar, herbatka ziołowa (łac. infusum) – forma sporządzania leku ziołowego lub kosmetyku w postaci roztworu, do którego składniki czynne z surowca zielarskiego są ekstrahowane gorącą wodą. Napary stosuje się do użycia wewnętrznego (spożycia) lub zewnętrznego (do kompresów, przemywania powierzchni ciała). 
Napar jest formą pośrednią pomiędzy wyciągiem zimnym, w którym surowiec zielarski jest przez pewien czas przetrzymywany w wodzie o temperaturze pokojowej, a odwarem, w którym surowiec jest gotowany. Napar sporządza się poprzez zalanie rozdrobnionego surowca zielarskiego określoną ilością wrzącej wody i przetrzymywanie tej mieszaniny w naczyniu pod przykryciem przez określony czas. Następnie mieszaninę się cedzi, a uzyskany klarowny roztwór pozostawia do przestygnięcia. Napary są nietrwałe i zasadniczo przygotowuje się je każdorazowo, bezpośrednio  przed użyciem. Gorący napar może być przez jakiś czas przechowywany w termosie (ale nie dłużej niż jeden dzień).
Napary przygotowuje się z ziół zawierających substancje wrażliwe na wyższą temperaturę (szczególnie przez dłuższy czas), np. olejki eteryczne. Wykonuje się je najczęściej z ziela, liści i kwiatów. Zazwyczaj stosuje się jedną łyżkę stołową rozdrobnionego suszu ziołowego (zawiera go 5–8 g) na szklankę wody (200–250 ml). Czas naparzania to około 15 minut. Niektóre jednak napary wykonuje się według innych przepisów (dotyczy to np. ilości składnika, temperatury wody, czasu naparzania) i wówczas należy kierować się zaleceniami producenta lub fachową literaturą.